# Synodus lacertinus
Synodus lacertinus är en fiskart som beskrevs av Gilbert, 1890. Synodus lacertinus ingår i släktet Synodus och familjen Synodontidae. IUCN kategoriserar arten globalt som livskraftig. Inga underarter finns listade i Catalogue of Life.